# エリザンジェラ・オリベイラ
エリザンジェラ・アルメイダ・デ・オリベイラ（Elisângela Almeida de Oliveira, 1978年10月30日 - ）は、ブラジルの元女子バレーボール選手。

## 来歴
ロンドリーナ出身。母親の勧めで中学3年よりバレーボールを始める。
ブラジル代表として、2000年シドニーオリンピックにおいて銅メダルを獲得。また2004年ワールドグランプリにおいて優勝にそれぞれ貢献した。連続出場となったアテネオリンピックでは4位に終わった。
2009年10月、日本のV・プレミアリーグの久光製薬スプリングスに入団。同年12月、皇后杯全日本選手権大会の優勝に貢献した。
2013-14シーズンには、スーパーリーガ通算4000得点を達成した。

## 球歴
- オリンピック - 2000年（銅メダル）、2004年（4位）
- ワールドカップ - 1999年（3位）
- ワールドグランプリ - 2004年（優勝）、1999年（2位）、2000年（3位）
- ワールドグランドチャンピオンズカップ - 2001年（4位）

## 所属クラブ
- Marco XX/Estrela （1997-1998年）
- Rexona （1998-2000年）
- MRV/Minas （2000年-2003年）
- Rexona/Ades （2003年-2004年）
- Siciliani/Santeramo （2004年-2005年）
- Oi/Macaé （2006年-2007年）
- オザスコ・バレーボールクラブ （2007年-2008年）
- Brazil Telecom （2004-2009年）
- 久光製薬スプリングス （2009-2011年）
- Sesi-SP （2011-2013年）
- Brasília Vôlei（2013-2015年）
- オザスコ・バレーボールクラブ（2015年）
- São Bernardo（2015-2016年）